# Varanosaurus
Varanosaurus is een geslacht van uitgestorven Amniota van anderhalve meter lang dat behoorde tot de Eupelycosauria. Het dier leek waarschijnlijk wat op een varaan en jaagde op andere synapsiden, reptielen, "amfibieën" en vissen. Varanosaurus leefde tijdens het Vroeg-Perm in de moerasbossen van Noord-Amerika. In hetzelfde gebied leefden ook zijn verwanten Dimetrodon, Ophiacodon en Edaphosaurus.

## Vondst en naamgeving
Op het terrein van de Craddock Ranch, ten noorden van Seymour, Baylor County, Texas, werd het skelet gevonden van een synapside.
In 1904 benoemde en beschreef Ferdinand Broili de typesoort Varanosaurus acutirostris. De geslachtsnaam verwijst naar de varanen. De soortaanduiding betekent "met scherpe snuit" In het Latijn.
Het holotype, BSPHM 1901 XV 20, is gevonden in een laag van de Arroyoformatie die dateert uit het "Leonardien" (= Guadalupien), ruim 270 miljoen jaar oud. Het bestaat uit een skelet met schedel.

### Jongere synoniemen
Er zijn twee jongere synoniemen van Varanosaurus acutirostris. In 1910 werd Poecilospondylus francisi benoemd en beschreven door Ermine Cowles Case (1871-1953) op grond van het completere skelet AM 4174, maar later geïdentificeerd door Alfred Sherwood Romer (1894–1973) en Price als een jonger synoniem van Varanosaurus acutirostris. Romer zelf beschreef in 1937 een bekken, specimen MCZ 1353, als de soort Varanosaurus wichitaensis vanwege zijn kleinere omvang in vergelijking met V. acutirostris en het eerdere voorkomen in de tijd. De geldigheid van dit type wordt echter in twijfel getrokken. Het is zeer waarschijnlijk dat het een jonger synoniem is van de typesoort. 
In 1911 heeft Samuel Wendell Williston Varanops brevirostris aanvankelijk ten onrechte als Varanosaurus brevirostris toegewezen aan het geslacht Varanosaurus. Een paar jaar later corrigeerde hij echter zijn fout en plaatste Varanops brevirostris als een type in zijn eigen geslacht Varanops.

## Kenmerken
Varanosaurus is ongeveer anderhalve meter lang.
Van Varanosaurus bestaan twee fossiele schedels in goede staat en andere postcraniale elementen. De schedel is langwerpig, laag en smal. Net als bij andere vertegenwoordigers van de Ophiacodontidae, is het schedelgebied van de oogkassen tot de punt van de snuit (het antorbitale gebied) meer dan twee keer zo lang als het deel van de schedel dat zich achter de oogkassen bevindt. Het sclaapvenster was relatief klein in vergelijking met dat van andere synapsiden. Het bovenkaaksbeen was bezet met een aantal tamelijk smalle, puntige en licht gebogen tanden, naast twee grotere tanden in het voorste gebied, wat duidt op een carnivoor dieet. In de onderkaak zaten ongeveer zestig kleine, uniforme tanden zonder significante variaties in grootte.
De gevonden wervelbogen zijn robuust en lijken 'gezwollen', de doornuitsteeksels variëren in hoogte en structuur. Ze waren om en om hoog en laag. De wervelkolom van Varanosaurus leek dus op die van meer basale tetrapoden zoals Diadectes, Seymouria of de Captorhinidae, maar dit komt door convergentie. Een dergelijke eigenschap van de wervels, samen met de bijna horizontale uitlijning van de wervelbooggewrichten, gaf het dier een grotere wendbaarheid tijdens het jagen, omdat de rugspieren verbonden aan de hoge doornuitsteeksels soepel boven het niveau van de lage doornuitsteeksels konden samentrekken.

## Fylogenie
Er is geen definitieve duidelijkheid over de positie van Varanosaurus binnen de Eupelycosauria. Vanwege de vele anatomische overeenkomsten met Ophiacodon, veronderstellen de meeste wetenschappers een nauwe verwantschap tussen de twee geslachten en wijzen Varanosaurus toe aan de Ophiacodontidae. In sommige werken wordt het geslacht echter geplaatst in de Varanopseidae, maar niet zonder te wijzen op de nauwe verwantschap met Ophiacodon.

## Levenswijze
Varanosaurus leefde waarschijnlijk in moerassen en voedde zich met vissen, insecten en kleine reptielen. Traditioneel wordt aangenomen dat de levensgemeenschappen in die periode afhankelijk waren van een aquatische habitat bij gebrek aan grote planteneters die landplanten konden verwerken.